# Marcus Chamat
Marcus Bechara Chamat (* 6. Mai 1975 in Borlänge) ist ein schwedischer Poolbillardspieler. 
Seine bislang größten Erfolge waren der Gewinn der Europameisterschaft im 9-Ball 2000 und im 8-Ball im Jahre 2008 sowie seine Halbfinalteilnahmen bei der 9-Ball-WM 2004 und der 8-Ball-WM 2008. Des Weiteren gewann er bisher vier Turniere auf der Euro-Tour (1999 in Tampere, sowie die 2004, 2006 und 2009 in Rankweil). Zudem gewann er das World Summit of Pool 2002. Außerdem vertrat er Europa in den Jahren von 2000 bis 2005 beim Mosconi Cup. 2002 gewann er mit den Europäern den Kontinentalvergleich. 2015 wurde er als Nachfolger des Niederländers Johan Ruijsink nichtspielender Mannschaftskapitän des europäischen Mosconi-Cup-Teams. Bei seinen beiden Turnieren als Kapitän (2015, 2016) konnte sich die europäische Mannschaft gegen die USA durchsetzen.
Sein Spitzname in der Billardszene ist Napoleon. Er verwendet Queues der Firma Predator.